# Madonna del Monte (Genua)

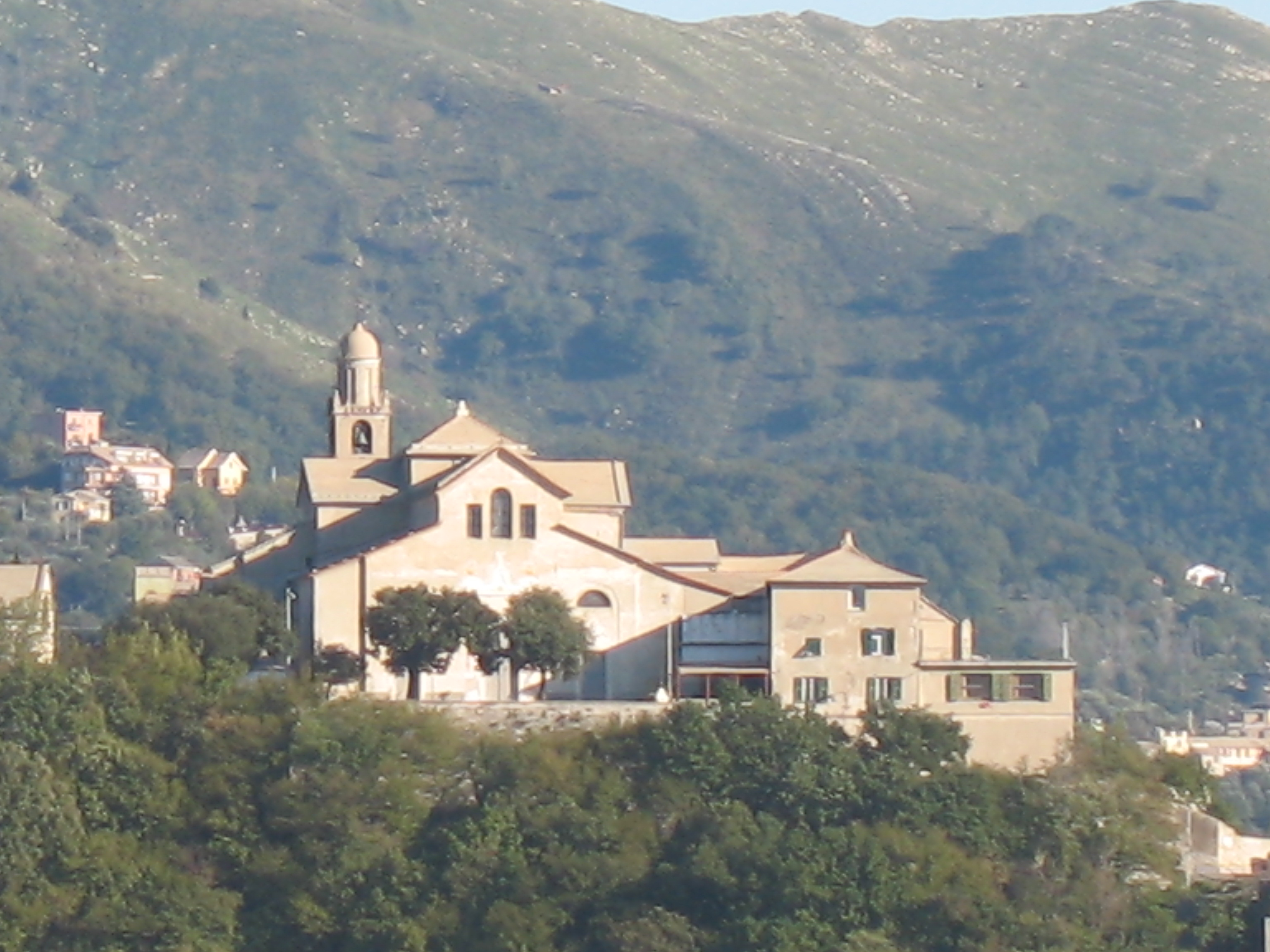
Madonna del Monte

Madonna del Monte ist eine römisch-katholischen Kirche im Stadtteil San Fruttuoso von Genua in der italienischen Region Ligurien. Die Kirche und das angrenzende Kloster befinden sich auf der Spitze eines Hügels (138 m über dem Meeresspiegel) über dem Tal des Bisagnos. Die Marienkirche des Erzbistums Genua mit dem Titel einer Basilica minor wurde im 12. Jahrhundert erbaut und Mitte des 17. Jahrhunderts barockisiert.

## Geschichte

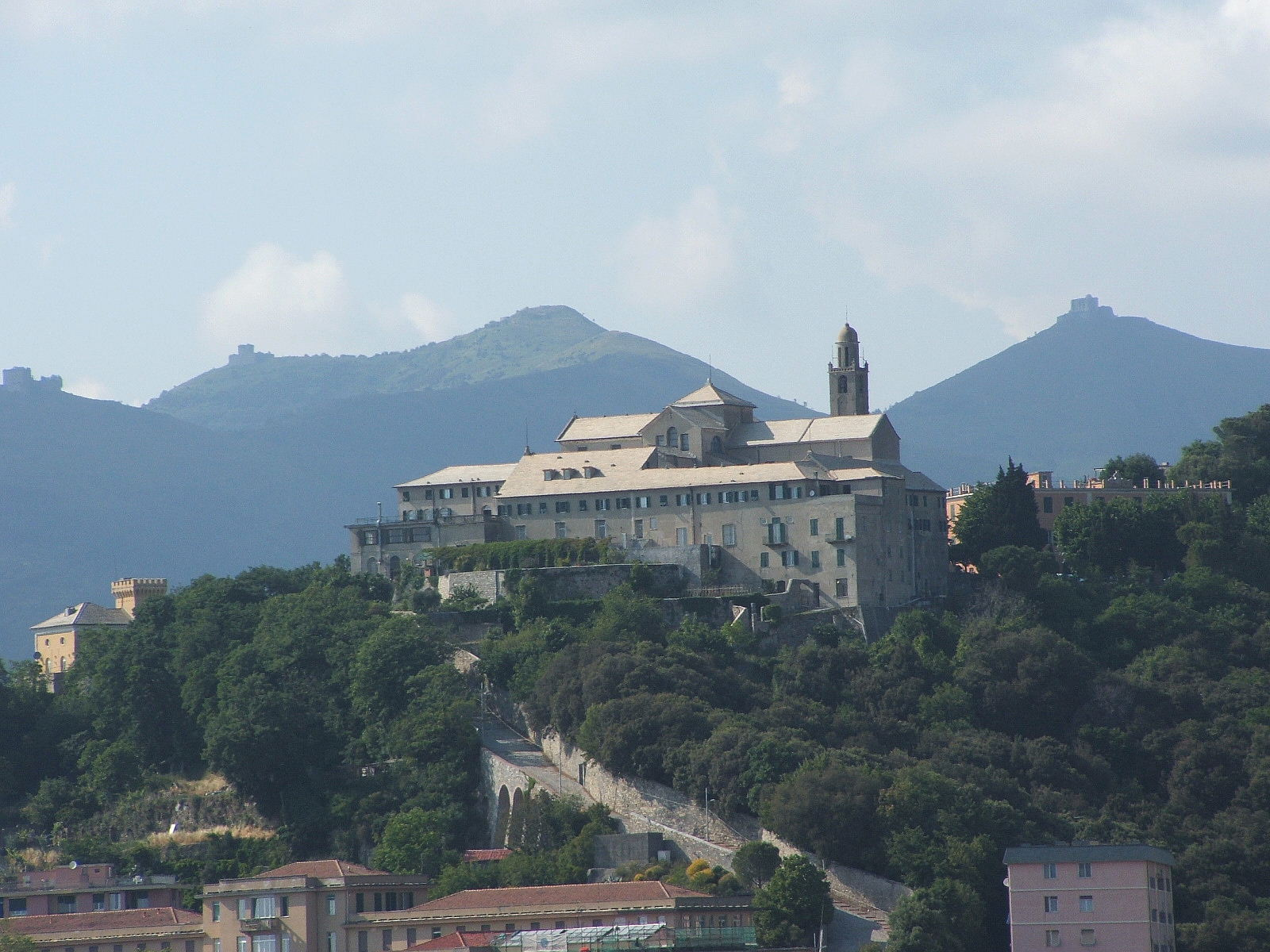
Seitenansicht mit Salita vecchia

Die erste urkundliche Erwähnung der Stätte geht auf das Jahr 1183 zurück, als sich die Mortara-Chorherren hier niederließen. Eine kleine Marienkapelle soll bereits seit dem 10. Jahrhundert an diesem Ort existierte haben, der Überlieferung aus dem Jahr 958. Einige Überreste der Chorherrenkirche wurden bei Restaurierungsarbeiten im Jahr 1970 wiederentdeckt und zeigen eine einschiffige Kirche, die einem Teil des heutigen rechten Seitenschiffs entsprach.
Im Jahr 1440 wurde die Ruine von den Minoriten beansprucht, die durch die Fürsprache des Dogen Raffaele Adorno von Papst Eugen IV. die Rechte an dem alten Priorat von Mortara erhielten. Am Ende der Aufbauarbeiten, am 13. September 1444, zog eine große Franziskanergemeinschaft von 49 Mönchen offiziell in die Kirche ein.
Mit den Franziskanern wurde die Kirche der Himmelfahrt Mariens gewidmet, aber schon zu Beginn des 16. Jahrhunderts kehrte sie zu ihrem früheren Namen Madonna del Monte zurück. Der Volksmund berichtet, dass die Anwesenheit der Franziskaner in der Wallfahrtskirche von wundersamen Ereignissen begleitet wurde, die in Form von geheimnisvollen Lichtern 1440, 1525 und 1566 auftraten.
Im Jahr 1461 wurden im Heiligtum wertvolle Schätze deponiert, darunter alte Pergamentbände, liturgische Gegenstände und die Armreliquie der hl. Anna. Diese heute im Schatzmuseum der Kathedrale von Genua aufbewahrte Reliquie stammt aus der genuesischen Kolonie Pera, die an die Osmanen gefallen war.
Die Kirche wurde mehrmals vergrößert, um die Seitenkapellen unterzubringen, in denen die Gräber der Mitglieder der Patrizierfamilien untergebracht waren, und wurde schließlich zwischen 1654 und 1658 nach einem Entwurf von Giovanni Battista Ghiso im Barockstil umgebaut, finanziert durch die Familien Negrone und Saluzzo, die sie im Laufe der Zeit auch mit wertvollen Kunstwerken ausstatteten. Aus der gleichen Zeit stammt auch der Bau des Glockenturms links neben dem Chor.
Zur gleichen Zeit legten die Minoriten den Zugangsweg zum Heiligtum an, der heute salita vecchia (alter Anstieg) genannt wird, und pflanzten den so genannten „Bosco dei Frati“; dieser östlich der Kirche gelegene Wald aus Steineichen und mediterranen Pflanzen. Der heute größtenteils städtische Park war dem Kloster 1444 von Raffaele Adorno geschenkt worden. Mitte des 18. Jahrhunderts ließ die Familie Saluzzo die Zufahrtsstraße salita nuova (neuer Aufstieg) bauen, die mit Kapellen als Kreuzwegstationen ausgestattet wurde.
Während der Belagerung Genuas in den Jahren 1746–1747 durch die österreichisch-piemontesischen Truppen im Österreichischen Erbfolgekrieg wurde das Kloster der Madonna del Monte zu einem erfolgreichen Verteidigungspunkt für die Genueser gegen die Österreicher, die bereits die umliegenden Hügel besetzt hatten.
Am 13. Mai 1946 erhielt die Wallfahrtsstätte durch Papst Pius XII. den Titel einer Basilica minor verliehen. Im Laufe der Jahrhunderte wurde der Hügel bis an seinen Fuß von der wachsenden Stadt vollständig umschlossen, wobei aber der obere Bereich die Wallfahrtskirche verschont wurde und seine rustikale und abgeschiedene Atmosphäre bewahrt konnte.
Die Kirche blickt auf einen großen Friedhof, der mit schwarzen und weißen Kieseln gepflastert und in der Mitte mit einem typisch ligurischen Risseu verziert ist, das ein Muster bildet, in dem das Wappen der Republik Genua, das Symbol der Franziskaner und ein großes M (Initiale des Namens von Maria) erscheinen. Vom Vorplatz aus hat man einen weiten Blick auf die darunter liegenden Bezirke des Bisagno-Tals und das Zentrum Genuas. Eine Tafel auf dem Vorplatz erinnert daran, dass am 2. August 1785 der König beider Sizilien Ferdinand bei der Jagd im Wald an den Hängen des Berges drei Hirsche erlegte.

## Architektur

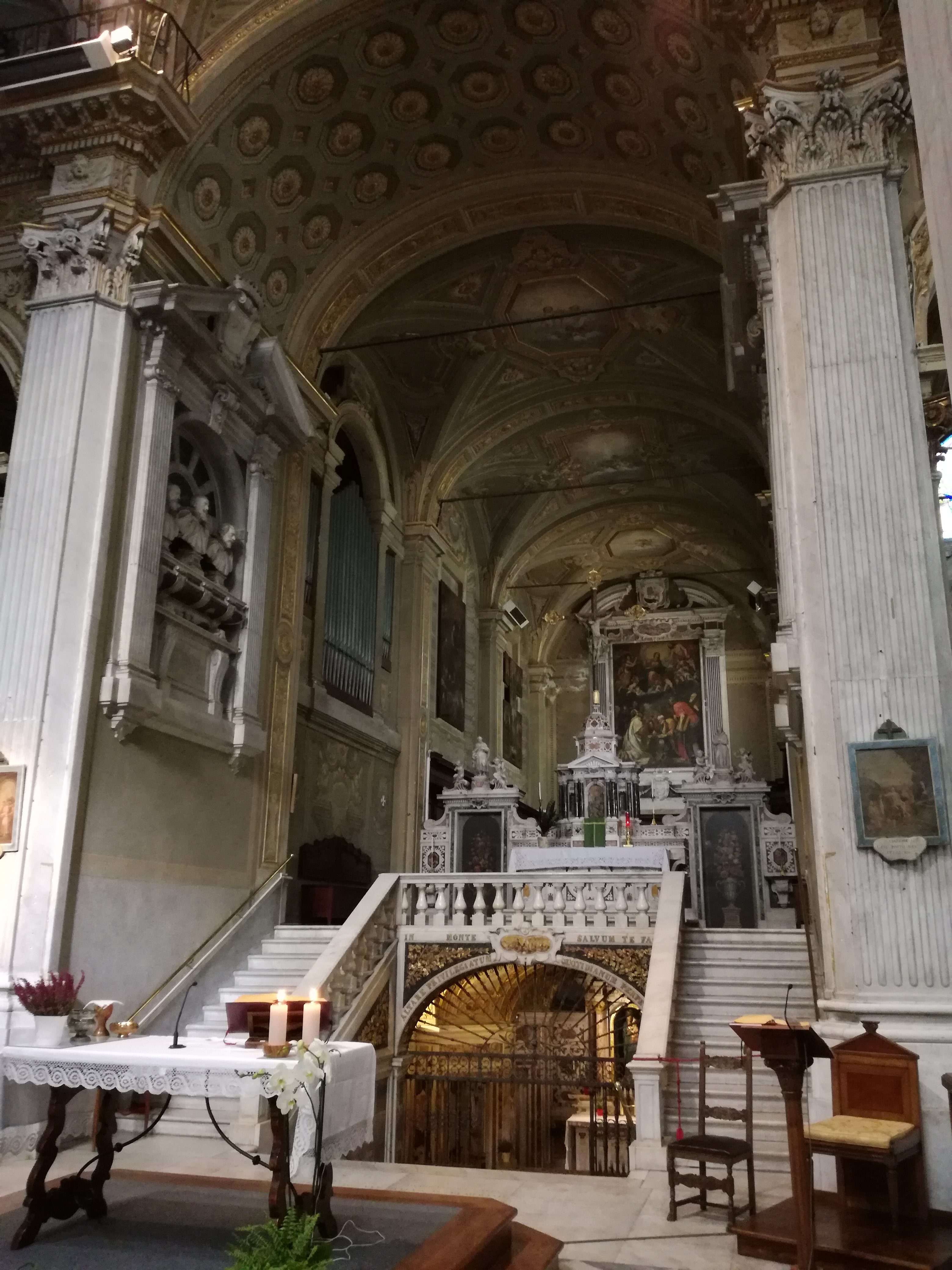
Chor mit Hauptaltar von Orsolino

Das Kloster bewahrt noch immer seine Struktur aus dem 15. Jahrhundert, während die Kirche die Struktur des Wiederaufbaus aus dem 17. Jahrhundert aufweist, wenn auch mit den Änderungen, die in den folgenden Jahrhunderten vorgenommen wurden. Die Kirche hat eine zweietagige Fassade mit drei Portalen, zwei kleinere Seitenportale mit darüber liegenden Thermenfenstern und ein großes Portal in der Mitte. Die dreischiffige Basilika hat einen Grundriss in Form eines lateinischen Kreuzes. Die Fresken im Gewölbe des Kirchenschiffs sind ein Werk von G.B. Semino aus dem 20. Jahrhundert; eine große Vierungskuppel ist pyramidenförmig gestaltet. Das Gewölbe des Querschiffs ist mit Fresken von Alessandro Franchi und Gaetano Marinelli verziert, die im ersten Jahrzehnt des 20. Jahrhunderts entstanden sind.
Der Chor über der Krypta ist deutlich erhöht und über zwei seitliche Treppen zugänglich. Eine breitere zentrale Treppe führt hinunter zur Krypta, in der sich die Holzstatue der Madonna del Monte aus dem 15. Jahrhundert befindet, die Francesco di Valdambrino aus Siena, einem Schüler von Jacopo della Quercia, zugeschrieben wird.

## Ausstattung

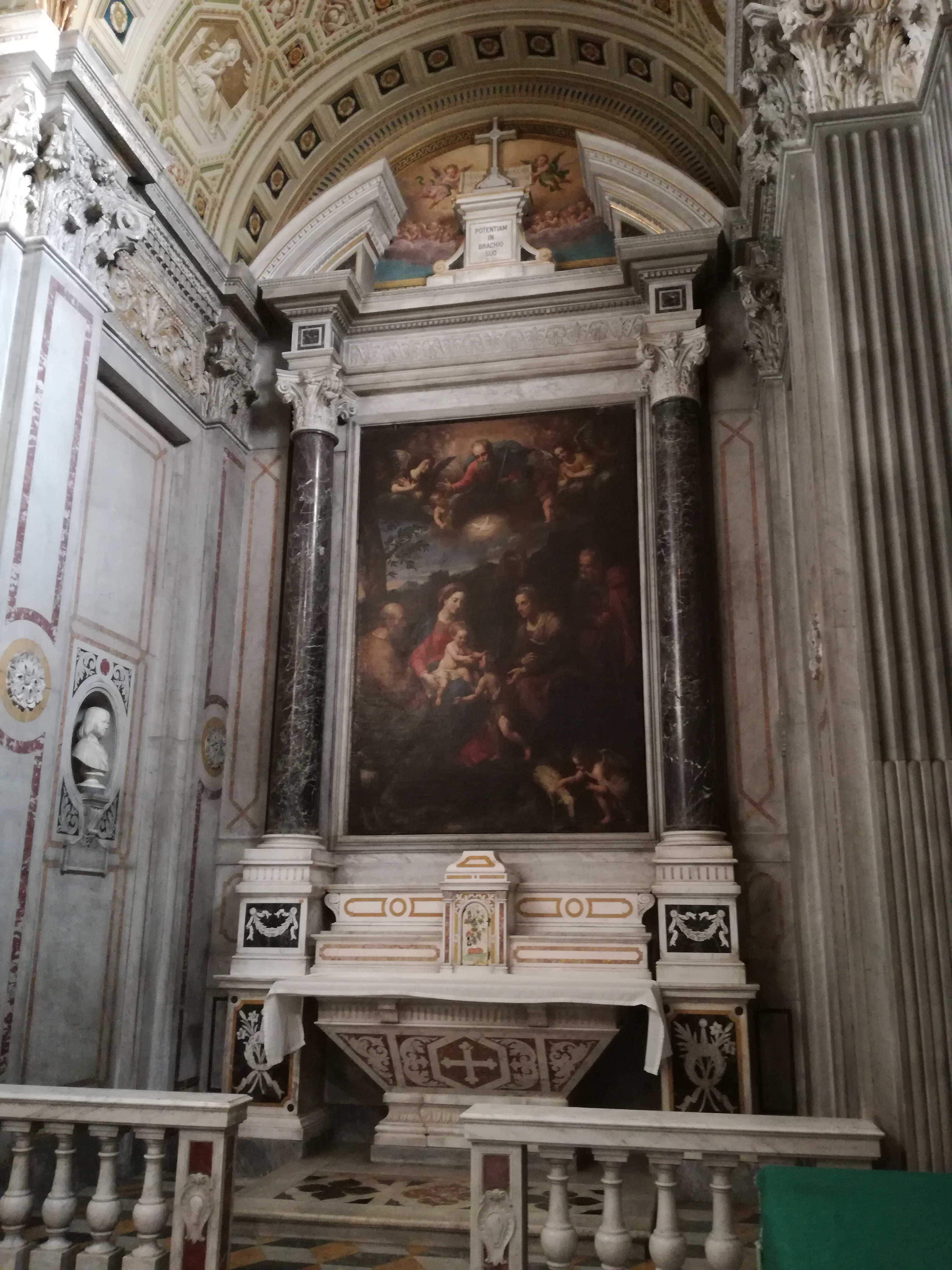
Heilige Familie mit St. Anna von Fiasella in einer rechten Seitenkapellen

Der Hochaltar aus polychromem Marmor, ein Werk von Giovanni und Giovanni Battista Orsolino, hat einen Tabernakel in Form eines gewölbten Tempels und wird von einem Kruzifix gekrönt. An den Wänden des Chors befinden sich Gemälde von Bernardino Fasolo (hl. Sebastian, Pantaleon und Rochus, 1518) und Giovanni Battista Casoni (hl. Bernhardin von Siena, Antonius von Padua und Salvator von Horta, 1668). Die Brüder Orsolino sind auch für die Statuen des hl. Jakobus und des hl. Franziskus über den Eingängen zum Chor verantwortlich. Das geschnitzte Chorgestühl stammt aus der Abtei von Boschetto im Polcevera-Tal, an der Rückwand befindet sich ein Bild der Himmelfahrt Mariens, ein barockes Meisterwerk von Domenico Fiasella (1632).
Das Gewölbe der Krypta ist mit den Geschichten der Jungfrau Maria (Anfang des 17. Jahrhunderts) von Giovanni Andrea Ansaldo freskiert.
In der Kirche befanden sich zahlreiche Gräber der Patrizierfamilien, die zur Vergrößerung und Verschönerung des Komplexes beigetragen hatten; neben den Familien Negrone und Saluzzo, den Hauptspendern der Umgestaltung im 17. Jahrhundert, sind Adorno, De Franchi, Di Negro, Fieschi, Grimaldi, Imperiale, Migone, Raggi, Rivarola und Salvago zu nennen.
Entlang des Kirchenschiffs befinden sich zehn Kapellen, fünf auf jeder Seite, die die Nebenaltäre beherbergen.

## Kreuzgang und Kloster
Eine Tür im rechten Arm des Querschiffs führt in den Kreuzgang aus dem 15. Jahrhundert mit zwei übereinander liegenden Stockwerken und von hier aus in das Kloster. Im zweiten Stock befindet sich ein Marmortriptychon, das die Kreuzigung mit den hln. Bernhardin und Lorenz darstellt. Im Refektorium des Klosters ist ein Abendmahl von Orazio De Ferrari (1641) und eine Schieferkanzel mit Figuren der Madonna und franziskanischer Heiliger zu sehen.